# Premi Internacional de Literatura IMPAC de Dublín
El Premi IMPAC o Premi Internacional de Literatura IMPAC de Dublín és un premi literari d'abast internacional amb 100000 euros per al guanyador. El seu prestigi ve del procés de selecció de les obres guardonades: en una primera fase es fa la tria de la millor novel·la publicada en els dos darrers anys a criteri dels responsables del sector de la biblioteca pública de diferent països; posteriorment es redueix la llista de nominats amb votacions d'un jurat internacional i en la tercera fase es procedeix a decidir qui és el guanyador per un conjunt de crítics i autors de diversos països. Aquest procés assegura d'una banda independència respecte a pressions editorials i de l'altra la presència de novel·les d'arreu del món.

## Guardonats i finalistes
| Any  |                    | Guanyador            | Novel·la                                                                     | Finalistes | Ref(s) |
| ---- | ------------------ | -------------------- | ---------------------------------------------------------------------------- | --- | --- |
| 1996 | David Malouf       | David Malouf         | Remembering Babylon                                                          | - John Banville – Ghosts - V. S. Naipaul – A Way in the World - Cees Nooteboom – The Following Story - Connie Palmen – The Laws - José Saramago – The Gospel According to Jesus Christ - Jane Urquhart – Away | |
| 1997 | Javier Marías      | Javier Marías        | Corazón tan blanco (traduït del castellà a l'anglès per Margaret Jull Costa) | - Sherman Alexie – Reservation Blues - Rohinton Mistry – A Fine Balance - Duong Thu – Novel Without a Name - Antonio Tabucchi – Pereira Maintains - Lars Gustafsson – A Tiler's Afternoon - A. J. Verdelle – The Good Negress - Alan Warner – Morvern Callar | |
| 1998 | Herta Müller       | Herta Müller         | The Land of Green Plums                                                      | - Margaret Atwood – Alias Grace - Andre Brink – Imaginings of Sand - David Dabydeen – The Counting House - David Foster – The Glade within the Grove - Jamaica Kincaid – Autobiography of my Mother - Earl Lovelace – Salt - Lawrence Norfolk – The Pope's Rhinoceros - Graham Swift – Last Orders - Guy Vanderhaeghe – The Englishman's Boy | |
| 1999 |                    | Andrew Miller        | Ingenious Pain                                                               | - Jim Crace – Quarantine - Don DeLillo – Underworld - Francisco Goldman – The Ordinary Seaman - Ian McEwan – Enduring Love - Haruki Murakami – The Wind-up Bird Chronicle - Cynthia Ozick – The Puttermesser Papers - Bernhard Schlink – The Reader | |
| 2000 |                    | Nicola Barker        | Wide Open                                                                    | - Michael Cunningham – The Hours - Jackie Kay – Trumpet - Colum McCann – This Side of Brightness - Alice McDermott – Charming Billy - Toni Morrison – Paradise - Philip Roth – I Married a Communist | [ 1 ] |
| 2001 |                    | Alistair MacLeod     | No Great Mischief                                                            | - Margaret Cezair-Thompson – The True History of Paradise - Silvia Molina – The Love You Promised Me - Andrew O'Hagan – Our Fathers - Victor Pelevin – Buddha's Little Finger - Colm Tóibín – The Blackwater Lightship | [ 3 ] |
| 2002 | Michel Houellebecq | Michel Houellebecq   | Atomisé/The Elementary Particles (aka Atomised)                              | - Peter Carey – True History of the Kelly Gang - Margaret Atwood – The Blind Assassin - Michael Collins – The Keepers of Truth - Helen DeWitt – The Last Samurai - Carlos Fuentes – The Years with Laura Diaz - Antoni Libera – Madame | |
| 2003 | Orhan Pamuk        | Orhan Pamuk          | My Name Is Red                                                               | - Dennis Bock – The Ash Garden - Achmat Dangor – Bitter Fruit - Per Olov Enquist – The Visit of the Royal Physician - Jonathan Franzen – The Corrections - Lidia Jorge – The Migrant Painter of Birds - John McGahern – That They May Face the Rising Sun - Ann Patchett – Bel Canto | |
| 2004 | Tahar Ben Jelloun  | Tahar Ben Jelloun    | This Blinding Absence of Light                                               | - Paul Auster – The Book of Illusions - William Boyd – Any Human Heart - Sandra Cisneros – Caramelo - Jeffrey Eugenides – Middlesex - Maggie Gee – The White Family - Amin Maalouf – Balthasar's Odyssey (translated from French by Barbara Bray) - Rohinton Mistry – Family Matters - Atiq Rahimi – Earth and Ashes (translated from the Persian by Erdağ M. Göknar) - Olga Tokarczuk – House of Day, House of Night (translated from Polish by Antonia Lloyd-Jones) | |
| 2005 |                    | Edward P. Jones      | The Known World                                                              | - Diane Awerbuck – Gardening at Night - Lars Saabye Christensen – The Half Brother (translated from Norwegian by Kenneth Steven) - Damon Galgut – The Good Doctor - Douglas Glover – Elle - Arnon Grunberg – Phantom Pain (translated from Dutch by Sam Garrett) - Shirley Hazzard – The Great Fire - Christoph Hein – Willenbrock (translated from German by Philip Boehm) - Frances Itani – Deafening - Jonathan Lethem – The Fortress of Solitude                  | |
| 2006 | Colm Tóibín        | Colm Tóibín          | The Master                                                                   | - Chris Abani – GraceLand - Nadeem Aslam – Maps for Lost Lovers - Ronan Bennett – Havoc in Its Third Year - Jonathan Coe – The Closed Circle - Jens Christian Grøndahl – An Altered Light (translated from Danish by Anne Born) - Vyvyane Loh – Breaking the Tongue - Margaret Mazzantini – Don't Move (translated from Italian by John Cullen) - Yasmina Khadra – The Swallows of Kabul (translated from French by John Cullen) - Thomas Wharton – The Logogryph     | |
| 2007 | Per Petterson      | Per Petterson        | Out Stealing Horses (translated from Norwegian by Anne Born)                 | - Julian Barnes – Arthur & George - Sebastian Barry – A Long Long Way - J. M. Coetzee – Slow Man - Jonathan Safran Foer – Extremely Loud and Incredibly Close - Peter Hobbs – The Short Day Dying - Cormac McCarthy – No Country for Old Men - Salman Rushdie – Shalimar the Clown | |
| 2008 | Rawi Hage          | Rawi Hage            | De Niro's Game                                                               | - Javier Cercas – The Speed of Light (translated from Spanish by Anne McLean) - Yasmine Gooneratne – The Sweet & Simple Kind - Gail Jones – Dreams of Speaking - Sayed Kashua – Let It Be Morning (translated from Hebrew by Miriam Shlesinger) - Yasmina Khadra – The Attack (translated from French by John Cullen) - Patrick McCabe – Winterwood - Andrei Makine – The Woman Who Waited (translated from French by Geoffrey Strachan)                              | [ 7 ] |
| 2009 |                    | Michael Thomas       | Man Gone Down                                                                | - Junot Díaz – The Brief Wondrous Life of Oscar Wao - Jean Echenoz – Ravel (translated from the original French by Linda Coverdale) - Mohsin Hamid – The Reluctant Fundamentalist - Travis Holland – The Archivist's Story - Roy Jacobsen – The Burnt-Out Town of Miracles (translated from the original Norwegian by Don ShawPlantilla:Disambiguation needed and Don Bartlett) - David Leavitt – The Indian Clerk - Indra Sinha – Animal's People                    | |
| 2010 | Gerbrand Bakker    | Gerbrand Bakker      | The Twin (translated from the Dutch by David Colmer)                         | - Muriel Barbery – The Elegance of the Hedgehog (translated from the original French by Alison Anderson) - Robert Edric – In Zodiac Light - Christoph Hein – Settlement (translated from the original German by Philip Boehm) - Zoë Heller – The Believers - Joseph O'Neill – Netherland - Ross Raisin – God's Own Country - Marilynne Robinson – Home | |
| 2011 | Colum McCann       | Colum McCann         | Let the Great World Spin                                                     | - Michael Crummey – Galore - Barbara Kingsolver – The Lacuna - Yiyun Li – The Vagrants - David Malouf – Ransom - Joyce Carol Oates – Little Bird of Heaven - Craig Silvey – Jasper Jones - Colm Tóibín – Brooklyn - William Trevor – Love and Summer - Evie Wyld – After the Fire, A Still Small Voice | [ 10 ] |
| 2012 |                    | Jon McGregor         | Even the Dogs                                                                | - John Bauer – Rocks in the Belly - David Bergen – The Matter with Morris - Jennifer Egan – A Visit From the Goon Squad - Aminatta Forna – The Memory of Love - Karl Marlantes – Matterhorn - Tim Pears – Landed - Yishai Sarid – Limassol - Cristovão Tezza – The Eternal Son - Willy Vlautin – Lean on Pete | [ 12 ] |
| 2013 |                    | Kevin Barry          | City of Bohane                                                               | - Michel Houellebecq – The Map and the Territory - Andrew Miller – Pure - Haruki Murakami – 1Q84 - Julie Otsuka – The Buddha in the Attic - Arthur Phillips – The Tragedy of Arthur - Karen Russell – Swamplandia! - Sjón – From the Mouth of the Whale - Kjersti A. Skomsvold – The Faster I Walk, The Smaller I Am - Tommy Wieringa – Caesarion (translated from Dutch by Sam Garrett)                                                                              | [ 14 ] |
| 2014 |                    | Juan Gabriel Vásquez | Spanish                                                                      | The Sound of Things Falling (translated by Anne McLean) | - Gerbrand Bakker – The Detour - Michelle de Kretser – Questions of Travel - Patrick Flanery – Absolution - Karl Ove Knausgård – A Death In The Family (translated from the Norwegian by Don Bartlett) (My Struggle – First Book) - Marie NDiaye – Three Strong Women (translated from the French by John Fletcher) - Andres Neuman – Traveller of the Century (translated from the Spanish by Nick Caistor and Lorenza Garcia) - Tan Twan Eng – The Garden of Evening Mists |
| 2015 |                    | Jim Crace            | English                                                                      | Harvest | - Richard Flanagan – The Narrow Road to the Deep North - Hannah Kent – Burial Rites - Bernardo Kucinski – K (translated from the Portuguese by Sue Branford) - Andreï Makine – Brief Loves That Live Forever (translated from the French by Geoffrey Strachan) - Colum McCann – TransAtlantic - Mahi Binebine – Horses of God (translated from the French by Lulu Norman) - Chimamanda Ngozi Adichie – Americanah - Alice McDermott – Someone - Roxana Robinson – Sparta |
| 2016 |                    | Akhil Sharma         | English                                                                      | Family Life | - Javier Cercas – Outlaws (Translated from the Spanish by Anne McLean) - Mary Costello – Academy Street - Dave Eggers – Your Fathers, Where Are They? And the Prophets, Do They Live Forever? - Jenny Erpenbeck – The End of Days (Translated from the German by Susan Bernofsky) - Marlon James – A Brief History of Seven Killings - Michel Laub – Diary of the Fall (Translated from the Portuguese by Margaret Jull Costa) - Scholastique Mukasonga – Our Lady of the Nile (Translated from the French by Melanie Mauthner) - Jenny Offill – Dept. of Speculation - Marilynne Robinson – Lila |